# Titi et Grosminet : Déjeuner en cavale
Pour les articles homonymes, voir Titi et Grosminet (homonymie).
Titi et Grosminet : Déjeuner en cavale (Sylvester and Tweety: Breakfast on the Run ou Looney Tunes: Twouble! en Amérique du Nord) est un jeu vidéo d'action développé par Bit Managers et édité par Infogrames, sorti en 1998 sur Game Boy et Game Boy Color.